# Kevin Orlandi
Kevin Orlandi es un deportista francés que compitió en vela en la clase Europe. Ganó una medalla de bronce en el Campeonato Europeo de Europe de 2000.

## Palmarés internacional
| Campeonato Europeo | Campeonato Europeo | Campeonato Europeo | Campeonato Europeo |
| Año                | Lugar              | Medalla            | Clase              |
| ------------------ | ------------------ | ------------------ | ------------------ |
| 2000               | Murcia (España)    | Medalla de bronce  | Europe             |